# الفتى النبيل
الفتى النبيل اسمه باليابانية 小公子セディ (شوكوشي سيدي) وبالإنجليزية Little Lord Fauntleroy هو مسلسل أنمي درامي أو رسوم متحركة درامية أنتج في اليابان عام 1988 بواسطة استيديو نيبون أنيميشن، اخرجه المخرج كوزو كوزوبا مكون من 43 حلقة. وكان أول عرض له 25 ديسمبر 1998 وبعد ام تمت دبلجته عرض على عدة محطات فضائية.

## القصة
المسلسل هو في الأصل رواية للمؤلفة الأمريكية فرانسيس هودسون برنيت (بالإنجليزية: Frances Hodgson Burnett) بعنوان «اللورد الصغير فونتلروي» تحكي قصة صبي (سيدريك) الثري ويعيش مع والده وأمه في الولايات المتحدة، يتوفى والده بسبب المرض، عندها يسافر إلى إنكلترا مع والدته إلى قصر جده الثري، ثم يفترق عنها لأن الأم ليست من عائلة نبيلة، وتزوجها والده بدون موافقة الجد.
الكاتبة فرانسيس هودسون برنيت هي نفسها صاحبة رواية «الأميرة الصغيرة» التي أيضا تبنتها شركة نيبون أنيميشن لتصبح مسلسل الأنمي سالي.

## الشخصيات
- سيدريك: بطل الأنمي وهو صبي يبلغ السادسة أو السابعة من العمر «من عائلة أروستقراطية» كان يعيش مع والدته «آنــي» ووالده «جيمس» في شقة صغيرة في أنحاء نيويورك ولكن وبعد أن توفي والده ظهر السيد هفرشام ليحاول أخذ سيدريك من والدته ليعيش بجانب جده.
- الجد: جد سيدريك، شخصية يهابها جميع من يسكنون في قريته التي تقع في أنحاء إنجلترا ويكنون له العداء واليغضاء ولم يكن يحن «آني» لانها ليست من عائلتهم (أي ليست من عائلة أروستقراطية أو نبيلة) فحاول أن يفرق بينها وبين سيدي وأن يجعل سيدريك ينسى أمه لكنه بالطبع لم يستطع بل على العكس كان سببا في أن يرجعا لبعضهما... ومع كل الذي عمله لسيدريك كان سيدريك ما زال يحبه.
- آني: أم سيدريك
- كولين: فتاة صغيرة عمرها 5-6 صديقة سيدريك
- برجيت: قريبة سيدريك كانت في البداية تسبب له الأذى لكنها فيما بعد أصبحت صديقة له
- الأنسة ميلون: خادمة السيد الكبير (الجد) وسيدة الخدم
- جين: الخادمة الخاصة بالسيد الصغير (سيدريك)

## الأصوات العربية

### نسخة رؤية للإنتاج الفني العالمي V.I.P
بطولة:
- مديرية الشرية - سيدريك (سيدي) (مدرجة باسم الشرية)
- مديرية قعطبة - الجد
- مديرية الحجيلة - آني
- مديرية المتون - جيفرسون
- مديرية جهران - السيدة ميلون
- مديرية الصليف - بيتر
- مديرية الرجم - كيتي
- مديرية كشر - نويك
- مديرية المواسط - برجيت
- مديرية حبيش - كولين

### نسخة مؤسسة السيف للإنتاج
قام بأداء الادوار:
- مديرية ملحان (مدرجة باسم ملحان)
- مديرية القبيطة
- مديرية ساقين
- مديرية شهارة
- مديرية التعزية
- مديرية برع
- مديرية الحميدات

## طاقم إنتاج الأنمي
- التخطيط: شوجي ساتو، تايهي إيشيكاوا
- كتابة: فوميو إيشيموري
- الإخراج: كوزو كوزوبا
- تصميم الشخصيات: ميتشيو ساكوراي
- الموسيقى: كويتشي موريتا
- التخطيط والإنتاج: تلفزيون فوجي، نيبون أنيميشن

## وصلات خارجية
- الفتى النبيل على موقع IMDb (الإنجليزية)
- الفتى النبيل على موقع كينوبويسك (الروسية)
- الفتى النبيل على موقع ألو سيني (الفرنسية)
- الفتى النبيل على موقع قاعدة بيانات الفيلم (الإنجليزية)
- الفتى النبيل على موقع ANN anime (الإنجليزية)

 (بالإنجليزية)